# Survivor (Eric Burdon)
Survivor è il primo album in studio da solista del cantante britannico Eric Burdon, pubblicato nel 1977.

## Tracce
Tutte le tracce sono state scritte e composte da Eric Burdon e Zoot Money, eccetto dove indicato.
1. Rocky – 4:00
2. Woman of the Rings – 4:17
3. The Kid – 3:13
4. Tomb of the Unknown Singer (Jonnie Barnett, Shel Silverstein) – 4:27
5. Famous Flames – 4:16
6. Hollywood Woman – 3:53
7. Hook of Holland – 4:31
8. I Was Born to Live the Blues (Brownie McGhee) – 3:55
9. Highway Dealer – 3:26
10. P.O. Box 500 – 4:39